# Ullrich Dießner
Ullrich Dießner (Meißen, 27 dicembre 1954) è un ex canottiere tedesco É il fratello gemello del canottiere Walter Dießner.

## Palmarès

### Olimpiadi
- 2 medaglie:
  - 1 oro (Mosca 1980 nel quattro con)
  - 1 argento (Montréal 1976 nel quattro con)

### Mondiali
- 7 medaglie:
  - 6 ori (Lucerna 1974 nel quattro con; Amsterdam 1977 nel quattro con; Hamilton 1978 nel quattro con; Bled 1979 nel quattro con; Lucerna 1982 nel quattro con; Duisburg 1983 nel due con)
  - 1 argento (Nottingham 1975 nel quattro con)

### Giochi dell'Amicizia
- 1 medaglia:
  - 1 argento (Mosca 1984 nel quattro senza)